# Tianwen-4
Tianwen-4, precedentemente conosciuta come Gan De, è una missione spaziale cinese in fase di sviluppo che mira a studiare i pianeti del sistema solare esterno e la cui data di lancio è prevista intorno al 2030. La sonda spaziale sarà lanciata da un razzo Lunga Marcia 5 e si immetterà in orbita attorno a Giove dopo aver rilasciato una sonda secondaria che continuerà il suo viaggio verso Urano, sorvolando questo pianeta negli anni 2040.
Tianwen 4 è il primo concetto di missione della Cina diretta nel sistema solare esterno. Il nome della missione prende il nome dall'astronomo cinese Gan De, uno dei primi osservatori di Giove che affermò di aver scorto una luna gioviana a occhio nudo 2000 anni prima di Galileo.

## Obiettivi
Gli obiettivi della prevista missione Tianwen-4 sono stati esposti in un articolo pubblicato su una rivista accademica cinese, e comprendono i seguenti punti:
- Studio dell'interazione tra campi magnetici e plasma presenti nel sistema gioviano
- Esame delle variazioni della composizione dell'atmosfera gioviana.
- Esplorazione delle strutture interne e delle caratteristiche superficiali di Callisto (o Ganimede), nonché indagine dell'ambiente spaziale che circonda i suddetti satelliti galileiani.
- Studio delle lune irregolari, della loro origine e relazione con altri corpi minori del sistema solare.

## Possibile profilo della missione
Una possibile traiettoria e cronologia della missione è stata presentata alle riunioni dell'Assemblea generale dell'EGU del 2020. Secondo questo scenario, la sonda Tianwen-4 verrebbe lanciata nell'ottobre 2029, effettuerebbe un sorvolo di Venere sei mesi dopo nell'aprile 2030, e due sorvoli della Terra rispettivamente nel febbraio 2031 e nel maggio 2033, con arrivo nel sistema gioviano nell'agosto 2035.
Secondo quanto riferito dagli esponenti per programma spaziale cinese, al 2021 ci sono due profili di missione in competizione tra loro: "Jupiter Callisto Orbiter" (JCO) e "Jupiter System Observer" (JSO). "JCO" comporterebbe un veicolo spaziale che effettua passaggi ravvicinati dei satelliti irregolari di Giove prima che entri in un'orbita polare attorno a Callisto; questo profilo di missione può includere anche un lander su Callisto.
Al contrario, il profilo della missione "JSO", sebbene sostanzialmente simile a quello di "JCO", rinuncerebbe al tentativo di entrare in orbita attorno a Callisto e si concentrerebbe invece su studi più intensivi della vulcanica luna Io. La sonda "JSO" non sembra includere un lander ma potrebbe essere inviata al punto lagrangiano L1 del sistema Sole-Giove al termine della sua missione principale. Infine, le presentazioni dei ricercatori cinesi suggeriscono che la missione Tianwen-4 potrebbe includere una sonda aggiuntiva che effettuerebbe un sorvolo di Urano dopo il 2043.

## Caratteristiche
La sonda principale che orbiterà attorno a Giove sarà alimentata da grandi pannelli solari (come Europa Clipper e JUICE) nonostante la distanza dal Sole. La sonda spaziale secondaria diretta ad Urano sarà alimentata da un generatore termoelettrico a radioisotopi che non è chiaro se sarà alimentato da plutonio-238 prodotto dalla Cina o fornito dalla Russia, com'è avvenuto per le missioni lunari Chang'e 3 e Chang'e 4.

## Strumentazione scientifica
I potenziali strumenti scientifici per la missione Tianwen-4 sono stati discussi durante la sessione dell'assemblea generale della EGU del maggio 2020.
 
I possibili strumenti sono stati classificati in quattro pacchetti di carico utile progettati per affrontare i due obiettivi principali della missione, anche se gli strumenti effettivi verranno scelti a seconda che venga selezionata la missione JCO o JSO. I quattro pacchetti di carico utile sono: (A) analizzatori di plasma e polveri, (B) strumenti spettroscopici a più lunghezze d'onda, (C) strumenti per analisi geologiche e geochimiche delle superfici e (D) strumenti per esperimenti di radioscienza.